# Джоан Роулінг
Джоа́н Ро́улінг або Ро́лінґ (англ. Joanne Rowling; нар. 31 липня 1965), відоміша як Дж. К. Ро́улінг (англ. J. K. Rowling) — британська письменниця,  сценаристка, кінопродюсер,філантроп. Найпопулярніша британська дитяча письменниця початку XXI століття, авторка серії романів про Гаррі Поттера (загальним накладом понад 500 млн примірників). Її ушановано низкою нагород. Вона очолила список найпродаваніших серій романів в історії та була екранізована в серії кінофільмів, до продюсування та створення сценаріїв яких доклалась і авторка. Також пише детективні романи під псевдонімом Роберт Галбрейт.
Кавалер Ордену Британської імперії (2000), лауреатка премії Гюго (2001, за Гаррі Поттера і келих вогню). У 2007 році посіла 2-ге місце в номінації «Людина року» від «Тайм», відзначена за соціальне, моральне та політичне натхнення, яке вона дала своїм шанувальникам. 2010 року «Найвпливовіша жінка Британії» за версією «National Magazine Company». Посіла перше місце серед найоплачуваніших письменників 2019 року за версією «Форбс».
Джоан Роулінг — найпродаваніша із сучасних авторів Великої Британії, з обсягом продажів понад 238 млн фунтів стерлінгів. У 2021 році «Sunday Times Rich List» оцінив статки Роулінг у 820 млн фунтів стерлінгів, що вивело її на 196 місце серед найбагатших людей Великої Британії.

## Ім'я
Хоча й пише під літературним псевдонімом Дж. К. Роулінг (вимовляється подібно rolling — IPA:/rəʊ.lɪŋ/), письменниця не має середнього імені, її повне ім'я — Джоан Роулінг.
Перед публікацією першої книги лондонське видавництво Bloomsbury побоювалося, що хлопчики, які були однією з читацьких цільових груп, неохоче купуватимуть книги, написані авторкою-жінкою. Роулінг запропонувала скористатися ініціалами замість повного імені. Не маючи середнього імені, вона вибрала другим ініціалом псевдоніму K. (від Кетлін, імені своєї бабусі по батьковій лінії (англ. Kathleen Ada Bulgen Rowling)). Ім'я Кетлін ніколи не було частиною її справжнього імені.
Її офіційне ім'я після одруження — Джоан Мюррей (англ. Joanne Murray). Сама авторка називає себе «Джо» (англ. Jo) і стверджує: «Ніхто ніколи не називав мене „Джоан“, коли я була малою, хіба що коли були сердиті на мене».
Інший, «чоловічий» псевдонім Джоан Роулінг сконструювала з вигаданого для себе ще в дитячі роки прізвища Ґалбрейт (англ. Ella Galbraith) та імені її кумира Роберта Кеннеді.

## Біографія

### Народження та родина
Джоан Роулінг народилася 31 липня 1965 року в місті Єйті, Глостершир, Англія, у сім'ї лаборантки Ен Роулінг (до шлюбу Волант) та авіаінженера англійської фірми «Роллс-ройс» Піта Джеймса Роулінга. Її батьки познайомилися в поїзді, який вирушав зі станції Кінгс-кросс та прямував до Арброта 1964 року. Вони одружилися 14 березня 1965 року. Один із прадідів Роулінг по материнській лінії Дугальд Кемпбелл був шотландцем із Ламлаша. Луї Волант, французький дідусь її матері по батьковій лінії, був нагороджений бойовим Хрестом за виняткову відвагу в захисті села Курсель-ле-Конт під час Першої світової війни. Роулінг спочатку вважала, що Волант отримав орден Почесного легіону під час війни, — про це вона сказала, коли отримала його 2009 року. Пізніше в епізоді британського генеалогічного циклу «Як думаєш, хто ти?» вона відкрила правду, що Почесний легіон отримав інший Луї Волант. Почувши розповідь діда про хоробрість і виявивши, що Військовий Хрест призначений для «звичайних» солдатів, як її дідусь, який був офіціантом, вона сказала, що Військовий Хрест для неї «кращий», ніж Почесний легіон.

### Ранні роки

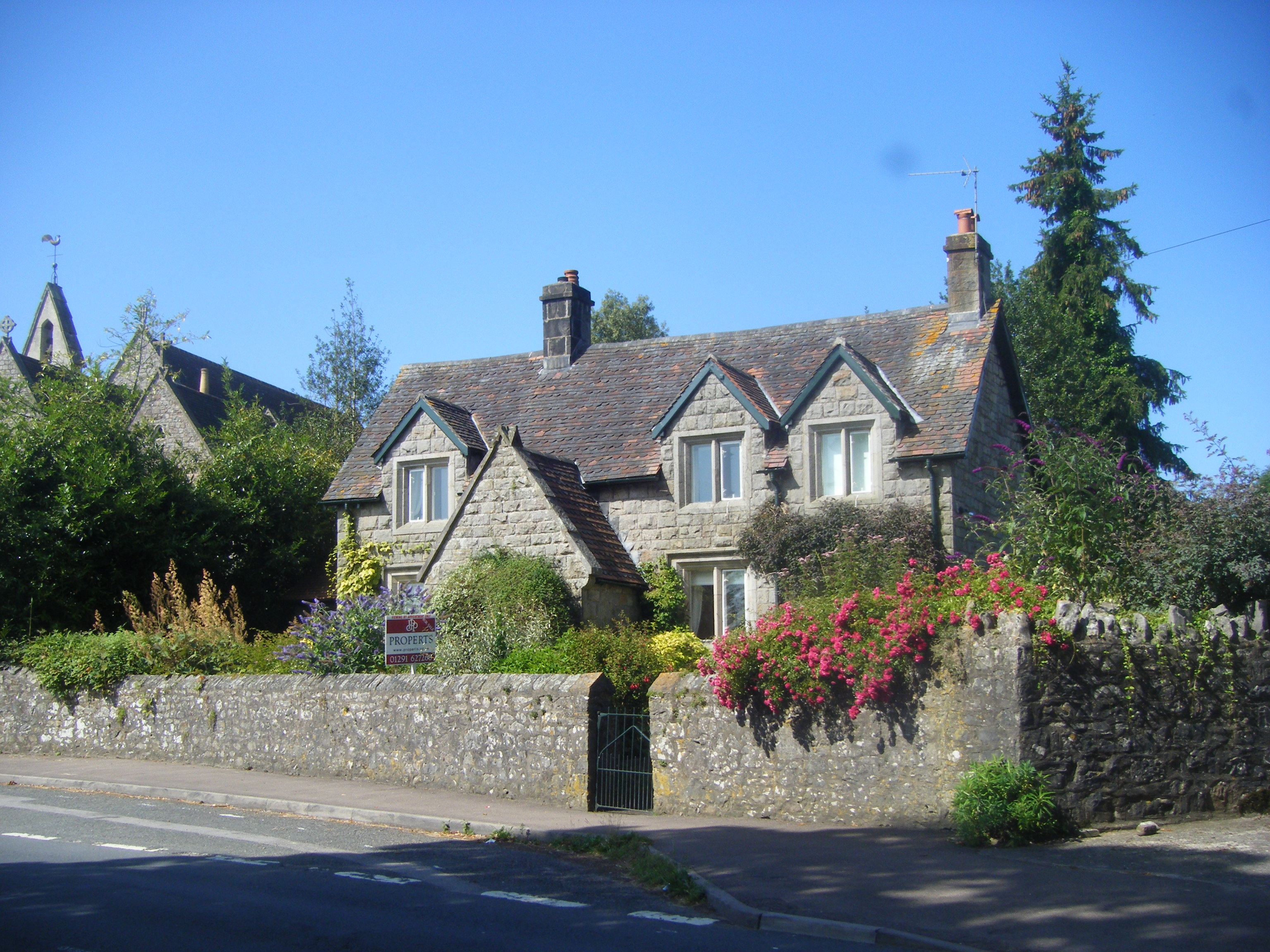
Будинок дитинства Роулінг,, Татшилл, Глостершир

Сестра Роулінг Діана народилася в їхньому будинку, коли Джоан було 23 місяці. Сім'я переїхала в сусіднє село Вінтерборн, коли Джоан було чотири. Джоан любила читати, до чого її заохочувала мати, змалечку мріяла стати письменницею. Свою першу історію про кролика, який хворів на кір, придумала, коли їй було 5-6 років. У дитинстві часто писала фантастичні історії, які читала сестрі.
У 9 років (1974) з родиною переїхала в будівлю Черч-Котедж у селі Татшилл (Глостершир), недалеко від Чепстоу, Уельс. Там відвідувала загальноосвітню школу. Отримувала дуже гарні оцінки, особливо з гуманітарних предметів. За власними твердженнями вона не була особливо сильною в математиці та спорті.
У юності двоюрідна бабуся подарувала Джоан автобіографію видатної правозахисниці Джессіки Мітфорд «Hons and Rebels». Мітфорд стала героїнею для Джоан, і вона прочитала всі її книги.
У старшій школі була обрана студентською представницею. Пізніше персонажка Герміони Ґрейнджер відповідає образу, який вона мала тоді як зовні, так і за характером.
Після школи навчалася на філологічному факультеті (спеціальність «Французька мова та література») провінційного університету місті Ексетер, після закінчення якого 1987 року працювала на різних офісних роботах. Крім того, два роки працювала секретаркою лондонського відділу організації «Амнесті Інтернешнл».

### Зрілість
Матір Джоан Роулінг померла від розсіяного склерозу у грудні 1990 року в 45-річному віці, коли Джоан було 25. У 26 років Роулінг поїхала в Португалію, де влаштувалася вчителькою англійської мови та літератури. У цей час вона працювала над двома романами для дорослих, які ніколи не видавала і згодом знищила.
У березні 1992 року познайомилася з португальським телевізійним журналістом Хорхе Арантесом, з яким одружилася у жовтні 1992 року. Чоловік чинив проти неї домашнє насильство, і після народження першої доньки Джесіки 1993 року Роулінг розлучилася з ним у листопаді того ж року.

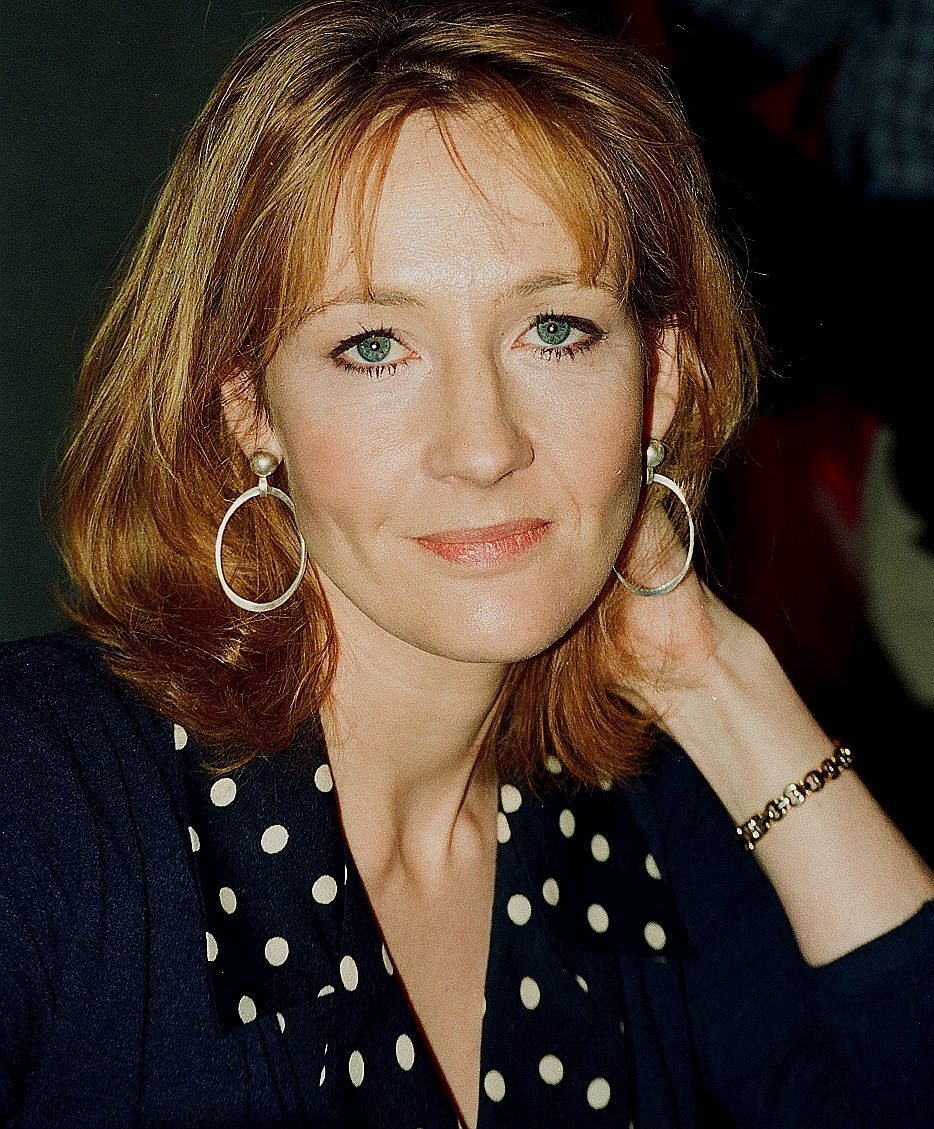
Джоан Роулінг у 1999 році

Роулінг повернулася до Великої Британії і оселилася в шотландській столиці Единбурзі. Як самотня мати маленької дитини, вона жила на соціальне забезпечення і працювала над своєю першою книгою. У цей час Роулінг почала писати книгу про хлопчика-сироту, котрого взяли у прийми лихі родичі і котрий гадки не мав про свої чаклунські здібності до дня, коли його відвезли на «Гоґвордському експресі» у школу чарівників. Молодіжний менеджер видавництва Каннінгем радив письменниці знайти іншу роботу, оскільки дитячими книгами неможливо заробити на життя. Тому Роулінг пройшла аспірантуру в Единбурзькому університеті, щоб знову працювати викладачкою.
26 грудня 2001 року Джоан Роулінг одружилася з лікарем Нілом Мюрреєм. 2003 року народила сина. 23 січня 2005 року в Единбурзі народила другу дочку.

### Благодійність
У 2005 році Джоан Роулінг створила благодійну організацію Люмос, котра допомагає дітям та молоді, реформуючи систему догляду за дітьми в усьому світі. Організація почала співпрацювати з Україною у 2013 році, а від 25 лютого цього року збирає кошти для українських сиріт.
3 березня 2022 року під час повномасштабного російського вторгнення в Україну у своєму твітері Роулінг підтримала Україну. Кілька днів потому письменниця повідомила, що пожертвує до 1 мільйона фунтів стерлінгів на підтримку дітей в Україні.

### Трансфобія
Письменниця заперечує свою трансфобію і співчутливо вважає, що трансгендерні люди потребують додаткового захисту. Водночас вона емоційно висловилась про грубість, побачену на Олімпіаді у Франції, де проходило змагання по жіночому боксу. Жінку з Алжиру, яка сильно вдарила Італійку, Джоан назвала «чоловіком».
У 2024 році розкритикувала у мережі X зірок які підтримують трансгендерність.
На початку 2025 року заявила, що не існує трансгендерних дітей, а існує дві статі, за що користувачі соцмережі розкритикували письменницю.

## Творчість

### Серія про Гаррі Поттера
У 1990 році Джоан Роулінг створила образ Гаррі Поттера, їдучи в поїзді з Манчестера до Лондона. Відпочатку вона знала, що це буде семитомна серія книг про молодого чарівника, який відвідує школу для відьом та чаклунів. Першу книгу — «Гаррі Поттер і філософський камінь», котра вийшла друком у Великій Британії в 1997 p., — Роулінг писала п'ять років. Закінчити роман їй вдалося завдяки Шотландській раді у справах мистецтв, яка виділила Роулінг невеликий грант у рамках підтримки дитячих письменників. Коли рукопис було закінчено, виявилося, що жодне видавництво не захотіло видавати книгу письменниці-початківиці. Роулінг віддала рукопис літературному агенту, а сама влаштувалася вчителькою французької мови в один із единбурзьких коледжів, щоб мати змогу утримувати доньку.

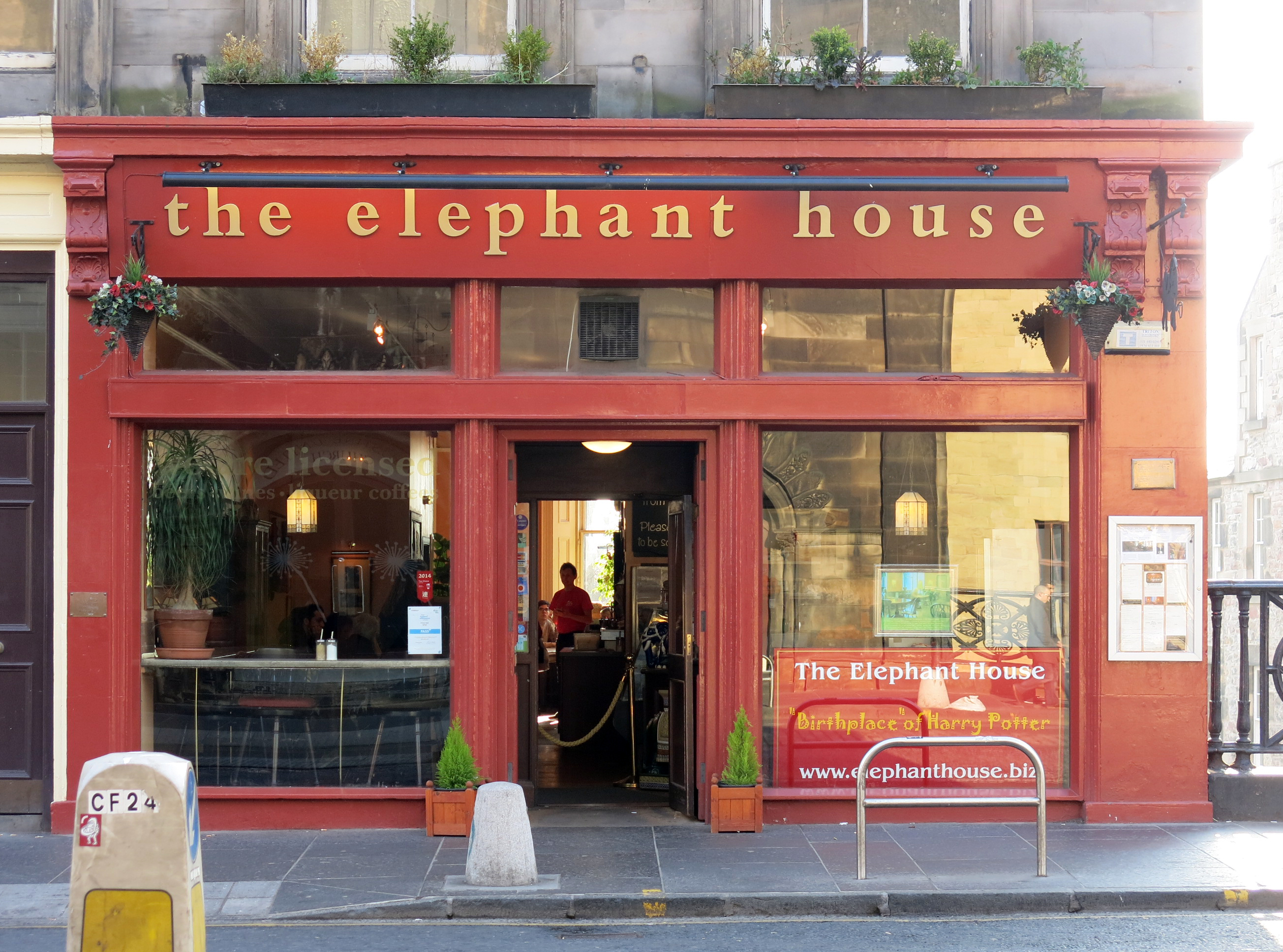
The Elephant House, единбурзьке кафе, де Роулінг написала багато ранніх текстів поттеріани

У 1995 році вона закінчила роман «Гаррі Поттер і філософський камінь». Через рік підписала контракт з літературним агентом Крістофером Літтлом. Після того, як агентство пропонувало книгу кільком видавцям і неодноразово отримувало відмови, у 1995 році невелике видавництво «Блумсбері» погодилося її прийняти. Книга накладом 500 примірників вийшла у світ 26 червня 1997 року. Видавці не могли уявити, якої популярності набуде проста дитяча казка. Історія про Поттера миттєво стала хітом у Великій Британії, а потім і в світі. Через три дні після публікації першого роману поттеріани американський видавець Scholastic придбав авторські права на перший твір Роулінг за 100 000 доларів. За контрактом письменниця зі своїм агентом отримала 80 % від цього. У вересні 1997 року Карлсен Ферляґ з Гамбурга придбав права на всі 7 романів серії для німецькомовного простору. Роман «Гаррі Поттер і філософський камінь» вийшов наступного року з початковим накладом 8000 примірників. За чотири роки оборот видавництва виріс на 143 % і склав у 2001 році 100 млн доларів.
Другий том «Гаррі Поттер і таємна кімната» письменниця завершила незабаром після публікації першого тому, і він вийшов 1998 року. Перші два томи вже добре продавалися, а після публікації третього тому «Гаррі Поттер і в'язень Азкабану» (1999) Джоан Роулінг здобула всесвітню популярність. Починаючи з жовтня 1999 року, перші три томи займали перші три місця у списку бестселерів Нью-Йорк таймс. Четвертий том «Гаррі Поттер і келих вогню», опублікований 2000 року, з'явився у рекордних перших виданнях у мільйоні примірників у Великій Британії та Німеччині та 3,8 млн у США.

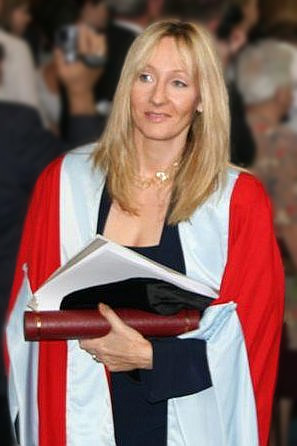
Після вручення почесного ступеня Університету Абердина, 2006

П'ятий том «Гаррі Поттер і Орден Фенікса» вийшов у червні 2003 року зі ще більшою кількістю примірників, ніж попередні. Шостий том «Гаррі Поттер і напівкровний Принц» Роулінг закінчила у грудні 2004 року, і він був надрукований у липні 2005 року.

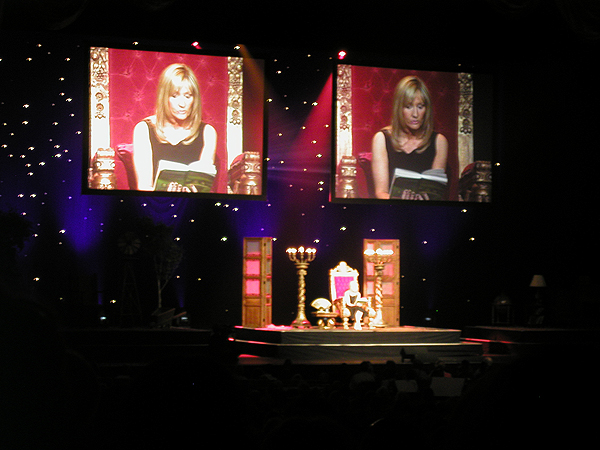
Джоан Роулінг читає в нью-йоркському Radio City Hall, 2006

11 січня 2007 року Джоан Роулінг закінчила роботу над сьомим і останнім томом «Гаррі Поттер і смертельні реліквії». Вона написала дату на мармуровому бюсті в готельному номері в Единбурзі, де востаннє працювала над книгою: «Дж. К. Роулінг закінчила писати „Гаррі Поттера і смертельні реліквії“ в цій кімнаті 11 січня 2007 року».

### Книги, пов'язані зі всесвітом Гаррі Поттера
Закінчивши гепталогію поттеріани, Роулінг звернулася до інших проєктів. 2007 року письменниця створила сім рукописних та ілюстрованих копій книги «Казки барда Бідла». Там міститься п'ять казок на 157 сторінках, серед яких «Казка про трьох братів», яка відіграє значну роль у романі «Гаррі Поттер і Смертельні реліквії». Роулінг передала шість примірників тим, хто підтримували її найбільше за 17 років, коли вона працювала над Гаррі Поттером. Сьома книга була виставлена на аукціон у Sotheby's у Лондоні у грудні 2007 року, на благо кампанії «Голос дітей» благодійної організації «Дитяча група високого рівня», яку співзаснувала письменниця. Компанія онлайн-замовлення поштою amazon.com отримала контракт на 1 750 000 британських фунтів (близько 2,75 мільйона євро). На 4 грудня 2008 року книга вийшла англійською у двох версіях; чисті надходження від продажу на користь «Дитячому голосу».

### Книги для дорослих

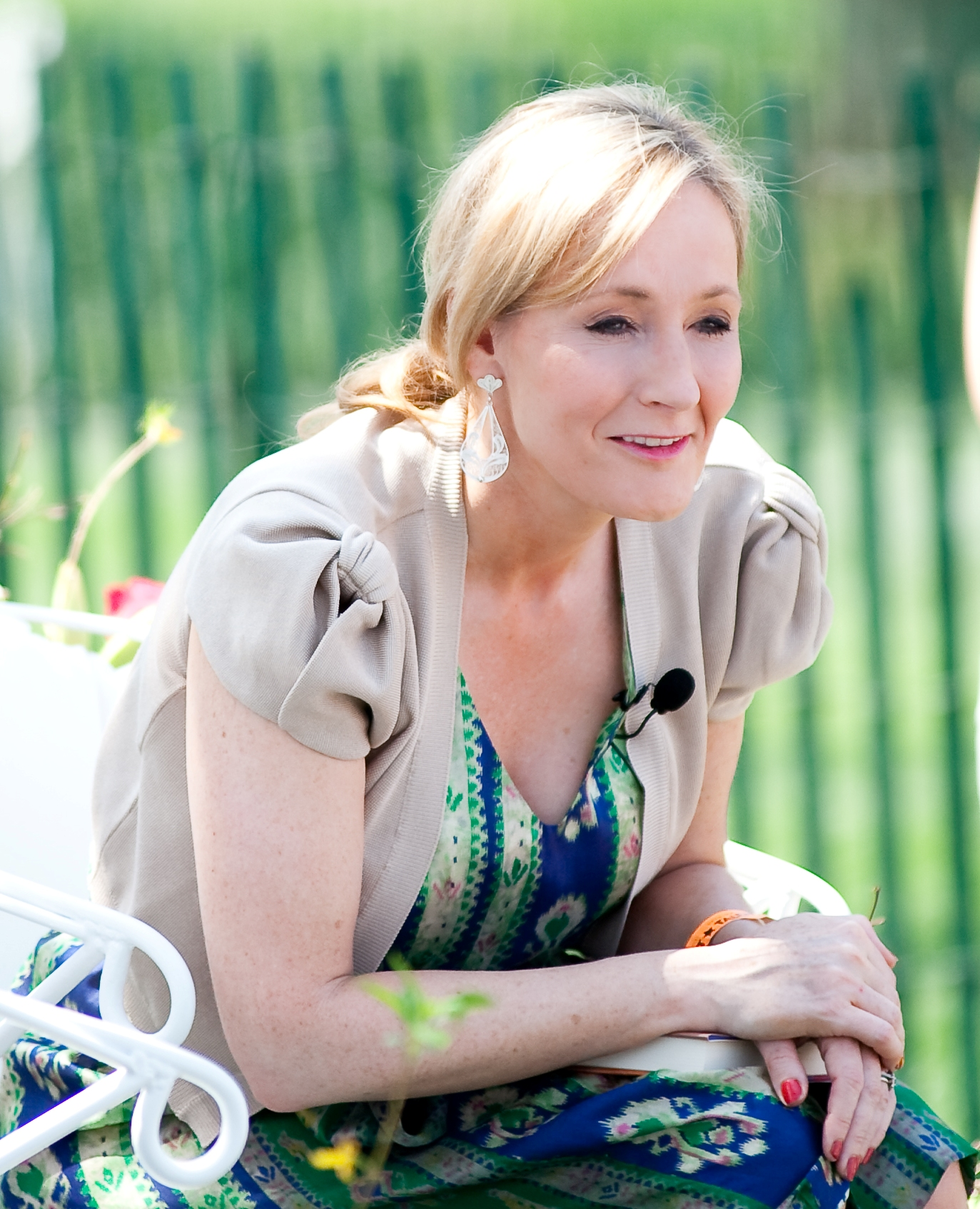
Джоан Ролінг читає Гаррі Поттер і філософський камінь на Easter Egg Roll у Білому домі, 2010

В інтерв'ю в липні 2007 року Роулінг сказала, що зараз працює над однією книгою для дорослих та однією для дітей. Джоан Роулінг випустила книгу для дорослих під власним іменем «Несподівана вакансія» (2012).
У квітні 2013 року письменниця опублікувала детективний роман «Кувала зозуля» під псевдонімом Роберт Ґалбрейт. До липня того ж року було продано близько 1500 примірників.
Детективи «Кувала зозуля» (2013), «Шовкопряд» (2014), «Кар'єра лиходія» (2015), «Убивчий білий» (2018), «Бентежна кров» (2020), «Чорнильне серце» (2022) склали серію під назвою «Корморан Страйк». Роулінг зазначила, що серія «Корморан Страйк» міститиме приблизно 10 книжок.

### Сценаристка
Не пізніше 2013 року Джоан Роулінг написала сценарій для фільму «Фантастичні звірі і де їх шукати», заснованому на однойменній «шкільній книзі» Гаррі Поттера. Через рік вона оголосила через Твіттер, що оптимізує сценарій і вже працює над іншим романом. Останній є продовженням серії «Удар баклана» і вийшов у лютому 2016 року. Письменниця також брала участь у постановці вистави «Гаррі Поттер і прокляте дитя», прем'єра якої відбулася у Вест-Енді в 2016 році. Сценарій написав Джек Торн за мотивами історії Джоан Роулінг, Торна та Джона Тіффані і він вийшов у січні. Попри складний характер читання, за перші три дні книга була продана у Великій Британії понад 680 000 разів.
- 2001 рік: Гаррі Поттер і філософський камінь (радниця)
- 2016 рік: Фантастичні звірі та де їх знайти
- 2018 рік: Фантастичні звірі: Злочин Гріндельвальда

### Продюсерка
- 2010 рік: Гаррі Поттер і Дари Смерті — Частина 1
- 2011 рік: Гаррі Поттер і Дари Смерті — Частина 2
- 2016 рік: Фантастичні звірі та де їх знайти
- 2018 рік: Фантастичні звірі: Злочин Гріндельвальда

### Виконавча продюсерка
- 2017 рік — теперішній час: Страйк

## Відзнаки та нагороди

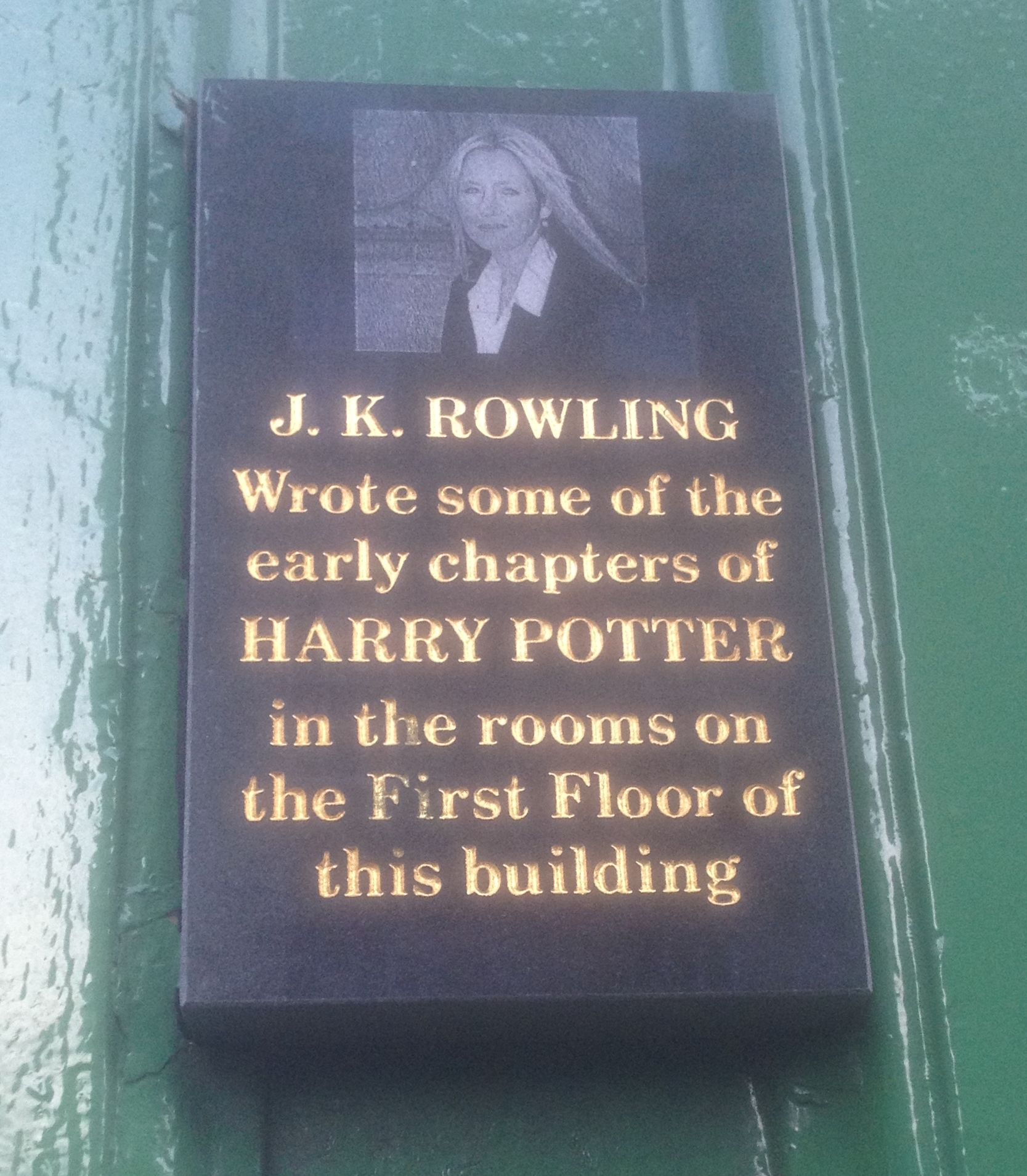
Табличка на единбурзькому кафе

- Табличка на единбурзькому кафеКниги Дж. Роулінг про Гаррі Поттера утримують величезну всесвітню увагу, виграють численні нагороди, продано понад 500 мільйонів примірників.[70] Останні чотири книги серії постійно є найшвидше продаваними книгами в історії,[71] цей рекорд заключна книга Гаррі Поттер і смертельні реліквії утримує й досі.[72]
- Багато академічних закладів присудили Роулінг почесні ступені, включаючи її альма-матер, Університет Ексетера та Гарвардський університет, де вона виступала на церемонії вручення дипломів у 2008 році. Вона входить до Королівського товариства літератури (FRSL), Королівського товариства Единбурга (HonFRSE) та Королівського коледжу лікарів Единбурга (FRCPE).
- 2000 рік: Премія Locus у категорії «Найкращий фантастичний роман», Джоан Роулінг стала кавалером Ордену Британської імперії
- 2001 рік: Премія Гюго в категорії «Найкращий роман» (за роман Гаррі Поттер і келих вогню)
- 2001 рік: Офіцерка ордена Британської імперії (OBE)
- 2003 рік: Премія принца Астурійського в категорії «Єдність»
- 2006 рік: Астероїд, названий на її честь: 43844 Роулінг
- 2007 рік: Друге місце в конкурсі «Людина року» за версією «Тайм», зокрема за соціальне, моральне та політичне натхнення, яке вона надала поціновувачам своєї творчості.
- 2009 рік: Лицарка Почесного легіону
- 2010 рік: Літературна премія імені Ганса Крістіана Андерсена.
- У жовтні 2010 року редактори провідних журналів назвали Роулінг «Найвпливовішою жінкою в Британії».
- 2016 рік: 197 місце у списку найбагатших людей Великої Британії із статком понад 600 мільйонів фунтів стерлінгів за версією «Sunday Times Rich List».
- 2017 рік: Номінація на найкращий британський фільм на кінопремії Британської академії («Фантастичні звірі і де їх шукати»)
- 2018 рік: Внесена до Залу слави наукової фантастики та фентезі.
- Наприкінці червня 2018 року Джоан Роулінг увійшла до Академії кіномистецтв і наук.

### Серія про Гаррі Поттера
1. Гаррі Поттер і філософський камінь — Harry Potter and the Philosopher's Stone (Вихід англомовної версії — 26 червня 1997; Назва в США — Гаррі Поттер і чаклунський камінь — Harry Potter and the Sorcerer's Stone)
2. Гаррі Поттер і таємна кімната — Harry Potter and the Chamber of Secrets (2 липня 1998)
3. Гаррі Поттер і в'язень Азкабану — Harry Potter and the Prisoner of Azkaban (8 липня 1999)
4. Гаррі Поттер і келих вогню — Harry Potter and the Goblet of Fire (8 липня 2000)
5. Гаррі Поттер і Орден Фенікса — Harry Potter and the Order of the Phoenix (21 червня 2003)
6. Гаррі Поттер і напівкровний Принц — Harry Potter and the Half-Blood Prince (16 липня 2005)
7. Гаррі Поттер і смертельні реліквії — Harry Potter and the Deathly Hallows (21 липня 2007)

#### Книги, пов'язані зі всесвітом Гаррі Поттера
1. Фантастичні звірі і де їх шукати (додаткова книга) — Fantastic Beasts and Where to Find Them (supplementary book) (2001)
2. Фантастичні звірі і де їх шукати: оригінальний сценарій / Джоан Ролінґ ; пер. з англ. В Морозова ; за ред. І. Малковича. — Київ: А-БА-БА-ГА-ЛА-МА-ГА, 2017. — 288 с. ISBN 978-617-585-124-1.
3. Квідич крізь віки — Quidditch Through the Ages (додаткова книга) (2001)
4. Казки барда Бідла — The Tales of Beedle the Bard (2008)
5. Гаррі Поттер: передісторія — Harry Potter prequel (оповідання) (2008)
6. Гаррі Поттер і прокляте дитя — Harry Potter and the Cursed Child (2016)
7. Фантастичні звірі: Злочини Ґріндельвальда. Оригінальний сценарій (2020)

### Книги для дорослої аудиторії
- Несподівана вакансія — The Casual Vacancy (2012)

#### Серія про детектива Корморана Страйка
- Кувала зозуля  — The Cuckoo's Calling (2013)[73]
- Шовкопряд — The Silkworm (2014)
- Кар'єра лиходія — Career of Evil (2015)
- Убивчий білий — Lethal White (2018)
- Бентежна кров — Troubled Blood (2020)
- Чорнильно-чорне серце — The Ink Black Heart (2022)
- Стрімка могила — The Running Grave (2023)

## Переклади українською
Переклади українською мовою Віктора Морозова вийшли під іменем Дж. К. Ролінґ у видавництві А-БА-БА-ГА-ЛА-МА-ГА.
1. Гаррі Поттер і філософський камінь
2. Гаррі Поттер і таємна кімната
3. Гаррі Поттер і в'язень Азкабану
4. Гаррі Поттер і келих вогню
5. Гаррі Поттер і Орден Фенікса
6. Гаррі Поттер і напівкровний Принц
7. Гаррі Поттер і смертельні реліквії
8. Несподівана вакансія (2013)
9. Фантастичні звірі і де їх шукати (2014)
10. Квідич крізь віки (2015)
11. Казки Барда Бідла (2015)
12. Гаррі Поттер і прокляте дитя (2016)
13. Фантастичні звірі і де їх шукати. Оригінальний сценарій (2016)
14. Фантастичні звірі: Злочини Ґріндельвальда. Оригінальний сценарій (2020)
15. Різдвяна свинка (2021)

У видавництві КМ-БУКС Наталія Ференс перекладає серію детективів про Корморана Страйка. Детективи вийшли під псевдонімом Роберта Ґалбрейта.
1. Роберт Ґалбрейт. Кувала зозуля / пер. з анг. Наталія Ференс. — К. : Видавнича група КМ-БУКС, 2018. — 512 с. — ISBN 978-966-948-125-2.
2. Роберт Ґалбрейт. Шовкопряд / пер. з анг. Наталія Ференс. — К. : Видавнича група КМ-БУКС, 2019. — 544 с. — ISBN 978-966-948-298-3.
3. Роберт Ґалбрейт. Кар'єра лиходія / пер. з анг. Наталія Ференс. — К. : Видавнича група КМ-БУКС, 2019. — 544 с. — ISBN 978-966-948-326-3.
4. Роберт Ґалбрейт. Убивчий білий / пер. з анг. Наталія Ференс. — К. : Видавнича група КМ-БУКС, 2020. — 704 с. — ISBN 978-966-948-379-9.
5. Роберт Ґалбрейт. Бентежна кров / пер. з анг. Наталія Ференс. — К. : Видавнича група КМ-БУКС, 2020. — 864 с. — ISBN 978-966-948-507-6.
6. Роберт Ґалбрейт. Чорнильно-чорне серце / пер. з анг. Наталія Ференс. — К. : Видавнича група КМ-БУКС, 2023. — 1000 с. — ISBN 978-966-948-782-7.
7. Роберт Ґалбрейт. Стрімка могила / пер. з анг. Наталія Ференс. — К. : Видавнича група КМ-БУКС, 2024. — 960 с. — ISBN 978-966-948-859-6.